# Belinda Green
Belinda Roma Green (Sydney, 4 maggio 1952) è una modella australiana, vincitrice del concorso di bellezza Miss Mondo 1972.

## Biografia
Ex Miss Australia, Belinda Green è stata incoronata ventiduesima Miss Mondo il 1º dicembre 1972 presso il Royal Albert Hall di Londra all'età di venti anni, ricevendo la corona dalla Miss Mondo uscente, la brasiliana Lucia Tavares Petterle. È stata la seconda Miss Mondo australiana, dopo Penelope Plummer nel 1968.
La sua vittoria arrivò nello stesso anno in cui l'Australia vinse anche il titolo di Miss Universo, quello di Miss Asia Pacific e la seconda posizione a Miss International.
Green è stata sposata con l'imprenditore australiano John Singleton per molti anni sino al 1987. La coppia ha avuto due figli. Nel 2005 ha partecipato al reality show Skating on Thin Ice.